# رافايل ليتي
رافايل ليتي (بالبرتغالية: Rafael de Andrade Bittencourt Pinheiro‏) (3 مارس 1982 بساو باولو في البرازيل - ) هو لاعب كرة قدم برازيلي في مركز حراسة المرمى. لعب مع نادي سانتوس ونادي كالياري وهيلاس فيرونا ونادي ساو بينتو الرياضي.

## روابط خارجية
- رافايل ليتي على موقع قاعدة بيانات كرة القدم.إي يو (الإنجليزية)
- رافايل ليتي على موقع Soccerway.com (الإنجليزية)
- رافايل ليتي على موقع AS.com (الإسبانية)